# 上里町
上里町 （かみさとまち） は、埼玉県の最北端に位置し、児玉郡に属する町。人口は約3万人。

## 概要
埼玉県の最北端の町で、東京都から85キロメートル圏内に位置し、神流川、烏川を挟み群馬県との県境を有する。町の南東部には大規模な工業団地がある。
全国的に見ても寒暖の差が少なく、降水量もそれほど多くない。冬から春先にかけては、冷たく乾燥した風が強いため、散在する農家は北西側に屋敷林を設け、風を防いでいる。屋敷林は、カシやケヤキ等により構成されており、重要な景観要素になっている。
上里町の旗は、紫色地に白抜きで町章が描かれている。町章には「上」を4つ用い、それら4つが円になっている。「上」は上里町の上、そして地図上で埼玉県の最も「上」に位置することから用いられた。また、4つの「上」は、上里町が七本木村、神保原村、長幡村、賀美村の4つの村の合併によりできたものであるということであり、それらで作っている形「円」には、人の和と円満という意味が込められている。
町の木は八重椿、花はサルビアである。（昭和52年に町民の方から募集、決定。）
昭和28年〜昭和31年に、昭和の大合併が起き、戦後の新憲法のもと地方自治の確立を目指し、消防や社会福祉、保健衛生などの事業が住民に最も身近なものとなるように、国の主導により全国一斉に行われた。1954年（昭和29年）に児玉郡の神保原村（じんぼはら）、賀美村（かみ）、七本木村（しちほんぎ）、長幡村（ながはた）の4ヶ村が合併して成立した上里村から、1971年（昭和46年）に町制へ移行した。「上里」の名は、県内で一番上（北）に位置していること、円満な農村であること、簡単に書き易いなどがあった。
上里村の合併当時の人口は、16,979人であった。
上里のアクセントについては、「平板型」の「かみさと」のようにして読まれることが多いが、正しくは「尾高型」の「かみさと」のように語尾が下がる言い回しとなる。
上里町長は、山下博一。

## 地理
神流川、烏川を挟み、群馬県と県境にあり、北の玄関口と言われており、山間地がなく、町内全域平地である。古くは、三国街道の起点となる交通の要所であった。神流川は、水の綺麗な川で知られており、特別栽培米「かんな清流米」の名前にも使われている。
町の中心には、JR高崎線 神保原駅があり、その利便性から急速な都市化が進み、ベッドタウン化や大型店舗などが進出している。
町の東西を上越新幹線、関越自動車道が走り、北西部には上里サービスエリア、上里スマートインターチェンジがある。上里サービスエリア周辺では、上毛3山（赤城・榛名・妙義）と浅間山が眺められる景勝地でもある。
また、種子小麦の主産地で知られ、県内外に出荷されている。

### 大字一覧
- 大御堂（おおみどう）
- 忍保（おしぼ）
- 金久保（かなくぼ）
- 嘉美（かみ）
- 五明（ごみょう）
- 七本木（しちほんぎ）
- 神保原町（じんぼはらまち）
- 帯刀（たてわき）
- 堤（つつみ）
- 勅使河原（てしがわら）
- 長浜（ながはま）
- 八丁河原（はっちょうがわら）
- 藤木戸（ふじきど）
- 黛（まゆすみ）
- 三町（みまち）
- 毘沙吐（びしゃど）

### 人口ゼロの大字
出典:
毘沙吐は、神流川と烏川の合流地点の南側に位置する、埼玉県の最北端の人口ゼロの大字。群馬県の高崎市と玉村町に接した地域。弘化3年（1846年）の神流川・烏川の大洪水によって、村のほとんどが流失してしまい、対岸の新町へ移転して今は誰も住んでいない人口ゼロの大字となっている。毘沙吐に行く場合は、高崎市を経由しなければならない。
毘沙吐の地名の由来は、村の神社で行われる春の農村行事で、弓で的を射てその年の豊凶を占う「御歩射（おびしゃ）」と、それを行う場所を示す「処（と）」を合わせた地名といわれている。また、金窪城の北に位置していて、北の守護神である毘沙門天がここに祀られていたからという説もある。
江戸時代の毘沙吐村は、幕府の直轄領で、60軒程の家があり、村内に三国道の渡船場や藤ノ木河岸があった。神流川・烏川を利用して舟で貨物を運んだり交通したりする舟運や漁業が盛んで、毎年鮎1200匹・鮭42本を献上していた。

### 神流川合戦[2]
天正10年6月2日の「本能寺の変」で、織田信長が明智光秀によって殺害されたことにより、武蔵国（埼玉県）を領地とする北条と、上野国（群馬県）を領地とする織田との関係が険悪になった。6月18日・19日の両日に、鉢形城主（寄居町）北条氏邦・小田原城主（神奈川県）北条氏直の連合軍と、織田信長の家臣である滝川一益・上野国衆（群馬県の武将）の連合軍との間で、当時「ひさいと原」と呼ばれた毘沙吐周辺で、激しい戦が行われた。これを「神流川合戦」と呼ばれている。このとき滝川一益に攻められて金窪城が消失したといわれている。対岸の新町には「神流川古戦場之碑」があり、合戦の様子が書かれている。ほかにも、上里中学校と上里北中学校の校歌を作詞した「風と光の詩人」宮澤章二が「消えてしまった村-毘沙吐」として一編の詩を読んでいる。

## 歴史
1883年（明治16年）12月に東京・上野と群馬・新町を結ぶ日本鉄道（現在のJR高崎線）が開通。1897年（明治30年）5月に停車場建設の工事が開始された。停車場の用地などは各市町村、地元有志からの寄付金を募って集め、日本鉄道と交渉し、11月に神保原停車場（現在の神保原駅）が開業した。明治43年の神保原駅の時刻表には、上下9便のみであった。当時は、5、6両連結で蒸気機関車で運転していたため、上里町大光寺裏の急な坂道を登りきれず、後戻りして勢いをつけて上がることもあった。
神保原駅の駅名の由来は、地元の神保原村から付けられている。（神保原村は、石神村、忍保村、八丁河原村からそれぞれ付けられた。）駅ができたことにより、上里町の近代化が始まった。

### 年表[4]
| 昭和46年（1971） | 町制施行される 上里町誕生                                                    |
| 昭和47年（1972） | 神保原小学校校舎完成                                                         |
| 昭和47年（1972） | 都市計画区域の指定                                                           |
| 昭和48年（1973） | 中央保育園完成                                                               |
| 昭和48年（1973） | 児玉郡市広域消防本部上里分署業務開始                                         |
| 昭和48年（1973） | 土地改良事業開始                                                             |
| 昭和49年（1974） | 就業改善センター完成                                                         |
| 昭和50年（1975） | 老人福祉センター「かみさと荘」完成                                           |
| 昭和51年（1976） | 上里東小学校開校・七本木小学校移転開校                                       |
| 昭和52年（1977） | 「教育尊重の町」宣言                                                         |
| 昭和52年（1977） | 町歌、上里音頭、町の木、町の花制定                                           |
| 昭和53年（1978） | 賀美小学校校舎完成                                                           |
| 昭和53年（1978） | 長幡小学校校舎完成                                                           |
| 昭和53年（1978） | 長幡保育園完成                                                               |
| 昭和55年（1980） | コミュニティセンター完成                                                     |
| 昭和55年（1980） | 保健センター完成                                                             |
| 昭和55年（1980） | 関越自動車道開通                                                             |
| 昭和56年（1981） | 賀美多目的集会所完成                                                         |
| 昭和56年（1981） | 児玉工業団地第1期分譲（上里地区）受付開始                                    |
| 昭和58年（1983） | 上里北中学校開校                                                             |
| 昭和58年（1983） | 神保原駅南区画整理事業区域決定                                               |
| 昭和59年（1984） | 第2次上里町総合振興計画策定                                                  |
| 昭和59年（1984） | 上里町民憲章制定                                                             |
| 昭和60年（1985） | ふるさと歩道オープン                                                         |
| 昭和60年（1985） | 行政改革大綱策定                                                             |
| 昭和61年（1986） | 神保原駅南北自由通路開通                                                     |
| 昭和61年（1986） | 町民体育館竣工                                                               |
| 昭和63年（1988） | 第1回上里町健康まつり開催                                                    |
| 昭和63年（1988） | 上水道事業工事着工                                                           |
| 平成元年（1989） | 町防災行政無線「ぼうさいかみさと」の開局                                     |
| 平成元年（1989） | 役場窓口業務の電算化実施                                                     |
| 平成2年（1990）  | 多目的スポーツホール完成                                                     |
| 平成2年（1990）  | かみさと郷土かるたの完成                                                     |
| 平成2年（1990）  | 県営上里ゴルフ場オープン                                                     |
| 平成3年（1991）  | 地域交流センター（上里東公民館）完成                                         |
| 平成3年（1991）  | 「夏まつりかみさと’91」開催                                                  |
| 平成3年（1991）  | 花火大会（夏まつりかみさと’91事業）の実施                                    |
| 平成3年（1991）  | 第1回中学生海外派遣事業開始                                                  |
| 平成4年（1992）  | 第1回乾武マラソン大会開催                                                    |
| 平成4年（1992）  | 「上里町史資料編」発刊                                                       |
| 平成5年（1993）  | ワープ上里（上里勤労者総合福祉センター）完成                                 |
| 平成5年（1993）  | 図書館・郷土資料館完成                                                       |
| 平成5年（1993）  | 図書館貸出し業務スタート                                                     |
| 平成5年（1993）  | 忍保パブリック公園野球場完成                                                 |
| 平成6年（1994）  | 町営住宅第3期工事完成                                                        |
| 平成6年（1994）  | 出土文化財管理センター完成                                                   |
| 平成7年（1995）  | 本庄地方拠点都市地域基本計画承認                                             |
| 平成7年（1995）  | 第3次上里町総合振興計画策定                                                  |
| 平成7年（1995）  | 「わくわくカレンダー」発行                                                   |
| 平成8年（1996）  | 本庄警察署 上里交番開設                                                      |
| 平成8年（1996）  | 「上里町史」通史編・上巻発行                                                 |
| 平成8年（1996）  | 上里町下水道工事着工                                                         |
| 平成8年（1996）  | 町制施行25周年記念「まつり上里in96」開催                                     |
| 平成9年（1997）  | 神保原地域交流センター完成                                                   |
| 平成9年（1997）  | 上里土地改良区発足                                                           |
| 平成9年（1997）  | 上里町人口3万人突破                                                          |
| 平成9年（1997）  | 児玉郡市指定ごみ袋導入                                                       |
| 平成10年（1998） | 都市計画マスタープラン策定                                                   |
| 平成10年（1998） | 「上里町史」通史編・下巻発行                                                 |
| 平成10年（1998） | 駅南大通り線・三田久保原線開通                                               |
| 平成10年（1998） | 神保原駅北コミュニティ広場完成                                               |
| 平成10年（1998） | 戸籍の電算化開始                                                             |
| 平成11年（1999） | 神保原・本郷線開通                                                           |
| 平成11年（1999） | 上里町女性センター・七本木児童館完成                                         |
| 平成12年（2000） | 上里町田通土地区画整理事業竣工                                               |
| 平成12年（2000） | 資源ごみの分別収集開始                                                       |
| 平成12年（2000） | 家庭粗大ごみのリクエスト収集開始                                             |
| 平成12年（2000） | 上里町役場新庁舎建設工事着工                                                 |
| 平成13年（2001） | ホームページ「かみさとまち」開設                                             |
| 平成13年（2001） | 県道 本庄・藤岡線バイパス開通                                                |
| 平成13年（2001） | 町制施行30周年記念式典・新庁舎竣工式典挙行                                   |
| 平成13年（2001） | 上里町役場 新庁舎開庁                                                        |
| 平成13年（2001） | 男女共同参画都市宣言                                                         |
| 平成14年（2002） | 財務会計システム稼動                                                         |
| 平成14年（2002） | 福祉町民センターオープン                                                     |
| 平成15年（2003） | 上里町東児童館完成                                                           |
| 平成15年（2003） | 第1回ふれあいまつり開催                                                      |
| 平成16年（2004） | 長幡児童館完成                                                               |
| 平成16年（2004） | 埼玉まごころ国体（空手道競技）開催                                           |
| 平成16年（2004） | 上里西部土地改良事業開始                                                     |
| 平成17年（2005） | 町営宮本住宅建替工事完成                                                     |
| 平成17年（2005） | 新財政改革推進プラン策定                                                     |
| 平成18年（2006） | 賀美児童館完成                                                               |
| 平成19年（2007） | 町制施行35周年記念町勢要覧「かみさと浪漫」発行                               |
| 平成19年（2007） | 第4次上里町総合振興計画（前期）策定                                          |
| 平成20年（2008） | 新本庄上里給食センター竣工                                                   |
| 平成21年（2009） | 上里ゴルフ場町営化                                                           |
| 平成22年（2010） | 上里町公共下水道の供用開始                                                   |
| 平成22年（2010） | 「本庄地域定住自立圏形成協定」締結                                           |
| 平成23年（2011） | 町制施行40周年記念式典                                                       |
| 平成23年（2011） | マスコットキャラクター「こむぎっち」誕生                                     |
| 平成24年（2012） | 第4次上里町総合振興計画（後期）策定                                          |
| 平成24年（2012） | （仮称）上里スマートIC国土交通大臣から連結許可                               |
| 平成24年（2012） | 上里町「暮らしの便利帳」発行                                                 |
| 平成25年（2013） | 神保原駅南土地区画整理事業の完了                                             |
| 平成25年（2013） | 学びとふれあいの町宣言                                                       |
| 平成25年（2013） | 上里町「Facebook」開始                                                       |
| 平成25年（2013） | 「こむぎっち体操」完成                                                       |
| 平成25年（2013） | 本庄道路（1期）起工式                                                        |
| 平成25年（2013） | 上里中学校新校舎棟完成                                                       |
| 平成25年（2013） | 都市計画道路古新田四ッ谷線開通                                               |
| 平成26年（2014） | 図書館指定管理者制度                                                         |
| 平成26年（2014） | 上里スマートIC本体工事着工                                                   |
| 平成26年（2014） | 地上デジタル放送「テレビ埼玉」データ放送開始                                 |
| 平成26年（2014） | 上里カントリーエレベーター「こむぎっち」ペイント完成                         |
| 平成27年（2015） | かみさと桜まつり開催                                                         |
| 平成27年（2015） | 上里中学校特別教室棟完成                                                     |
| 平成27年（2015） | 平成27年度版 上里町「暮らしの便利帳」発行                                    |
| 平成27年（2015） | 上里スマートIC開通                                                           |
| 平成28年（2016） | 「こむぎっち号」の運行開始                                                   |
| 平成28年（2016） | 本庄警察署・上里町区長会と「上里町犯罪情報の住民提供に 関する協定」を締結    |
| 平成28年（2016） | 上里中学校体育館完成                                                         |
| 平成28年（2016） | 日本女子体育大学と「包括的連携に関する協定」を締結                           |
| 平成29年（2017） | 防災行政無線による下校放送が小学生の声にリニューアル                         |
| 平成29年（2017） | 埼玉県土地家屋調査士会と「災害時における家屋被害認定調査に関する協定」を締結 |
| 平成29年（2017） | 第5次上里町総合振興計画（前期）策定                                          |
| 平成29年（2017） | 「あおぞらパーク」オープン                                                   |
| 平成29年（2017） | 上里町農村公園 供用開始                                                      |
| 平成30年（2018） | 平成30年度版 上里町「暮らしの便利帳」発行                                    |
| 平成30年（2018） | 千葉県長生村と「災害時相互応援協定」を締結                                   |
| 平成30年（2018） | 上里町町民体育祭が第50回を迎える                                             |
| 平成31年（2019） | 「かみさと桜まつり」が「かみさと春まつり」にリニューアル開催                 |
| 令和元年（2019） | 「どんぐりの丘公園」オープン                                                 |
| 令和元年（2019） | 埼玉県三芳町と「災害時相互応援協定」を締結                                   |
| 令和2年（2020）  | 町立空の杜保育園開園                                                         |

また、当町は2021年で町制50周年を迎えた。ホームページでは、町制施行50周年記念サイトが作られた。
上里町と株式会社西武ライオンズは2021年4月9日（金）、西武ライオンズの地域コミュニティ活動「L-FRIENDS（エルフレンズ）」の活動の一環である「連携協力に関する基本協定」を締結した。
2022年6月2日、上里町や北関東付近で大量の降雹が発生した。七本木小学校では、窓ガラスが40枚以上割れるなどの大きな被害となった。（上里・北関東集中雹害）

## 映画・ドラマ・（他撮影）
当町では、ウニクス上里をはじめ、上里町役場など、比較的屋内の撮影が多い。

### 平成19年
- 映画:「然るに狂った時計」

日付:8/21〜28
撮影場所:神保原小学校、レストラン「かぼちゃとやぎ」
- 劇場用映画:「グーグーだって猫である」

日付:9/21
撮影場所:上里町大御堂

### 平成22年
- 連続テレビ小説:「ゲゲゲの女房」

日付:2/13
撮影場所:池上神社
- WOWOWサスペンスドラマ「仕返し」

日付:12/25〜26
撮影場所:上里町役場

### 平成23年
- 本庄拠点地域映画「JAZZ爺MEN」

撮影場所:ウニクス上里
- WOWOWサスペンスドラマ「引き継ぎ」

日付:1/22〜23
撮影場所:上里町役場、相川食堂
- WOWOWサスペンスドラマ「締め出し」

日付:1/22〜23
撮影場所:上里町役場
- WOWOWサスペンスドラマ「深追い」

日付:1/9〜10
撮影場所:上里町役場
- 劇場用映画「メガネをかけてマスクすると、いつも曇る」

日付:11/19〜23
撮影場所:ヤオコー上里店

### 平成24年
- 劇場用映画「そして世界はすべて変わる」

日付:7/7〜11
撮影場所:ウニクス上里

### 平成27年
- NHK土曜ドラマ「64(ロクヨン）」

日付:2/20、3/2
撮影場所:ウニクス上里（事務所・駐車場）
- 劇場用映画「子供たち」

日付:1/23
撮影場所:ウニクス上里2Fフードコート
- TBSテレビ「水曜日のダウンタウン」

撮影場所:ウニクス上里敷地内駐車場
- 劇場用映画「ごっこ」

日付:11/1
撮影場所:ウニクス上里

### 平成28年
- 「ザ!世界仰天ニュース」

日付:3/7
撮影場所:モリムラ自動車
- WOWOW開局25周年記念連続ドラマ「沈まぬ太陽」

日付:4/10、5/29
撮影場所:相川食堂

### 平成29年
- TBSドラマ「カルテット」

日付:2/17
撮影場所:上里町役場
- バンド「MAMY」プロモーションビデオ

日付:1/28
撮影場所:上里町役場
- 彩の国本庄拠点地域映画「たった一度の歌」

日付:3/26、3/29
撮影場所:ウニクス上里

## 人口
| |                                        |  |
| 上里町と全国の年齢別人口分布（2005年） | 上里町の年齢・男女別人口分布（2005年） |  |
| ■紫色 ― 上里町 ■緑色 ― 日本全国 | ■青色 ― 男性 ■赤色 ― 女性              |  |
| 上里町（に相当する地域）の人口の推移 \| 1970年（昭和45年） \| 15,652人 \| \| \| 1975年（昭和50年） \| 17,703人 \| \| \| 1980年（昭和55年） \| 19,700人 \| \| \| 1985年（昭和60年） \| 22,022人 \| \| \| 1990年（平成2年） \| 24,626人 \| \| \| 1995年（平成7年） \| 28,514人 \| \| \| 2000年（平成12年） \| 30,126人 \| \| \| 2005年（平成17年） \| 30,855人 \| \| \| 2010年（平成22年） \| 30,990人 \| \| \| 2015年（平成27年） \| 30,565人 \| \| \| 2020年（令和2年） \| 30,343人 \| \| |                                        |  |
| 総務省統計局 国勢調査より |                                        |  |
| 1970年（昭和45年） | 15,652人                               |  |
| 1975年（昭和50年） | 17,703人                               |  |
| 1980年（昭和55年） | 19,700人                               |  |
| 1985年（昭和60年） | 22,022人                               |  |
| 1990年（平成2年） | 24,626人                               |  |
| 1995年（平成7年） | 28,514人                               |  |
| 2000年（平成12年） | 30,126人                               |  |
| 2005年（平成17年） | 30,855人                               |  |
| 2010年（平成22年） | 30,990人                               |  |
| 2015年（平成27年） | 30,565人                               |  |
| 2020年（令和2年） | 30,343人                               |  |

## 広域行政
- 児玉郡市広域市町村圏組合
本庄市､美里町､神川町とともに広域市町村圏計画、ごみ処理（小山川クリーンセンター）、余熱利用施設（湯かっこ）、 し尿処理(利根グリーンセンター・埋立最終処分地施設・美里一般廃棄物最終処分場)、火葬場（こだま聖苑）、消防・救急(児玉郡市広域消防本部）の運営を行っている。
- 本庄上里学校給食組合
本庄市とともに学校給食センターの運営を行っている。
- 埼玉県三芳町や千葉県長生村と災害時の相互支援協定を結んでいる[5]。

## 都市計画

### 神保原駅周辺
上里町都市計画マスタープランのひとつの課題である、神保原駅周辺について、「神保原町地区　駅北まちづくり事業　発起人会」の「第1回発起人会」が、令和2年9月30日に発足し、神保原駅北口周辺地区の再開発について魅力あるまちづくり・コンパクトな都市づくりへの転換を目指している。
また、学校法人移転について、神保原駅周辺の徒歩5〜10分、10.000坪以上の土地に、高等学校側の希望条件に基づき、候補地の選定を勧めている状況である。上里町長は、「駅近に高等学校の移転計画が実現できれば、毎日、先生や生徒など併せて1000人くらいが駅を利用することになる。」と話しており、それに併せ、駅舎を橋上化し南口からも利用しやすい駅にしていきたいと述べている。

### 上里サービスエリア周辺
上里町を通る、関越自動車道は、町内に上里サービスエリアが位置し、1日約20,000人の利用者があり、上里町はサービスエリア周辺を環境拠点と位置づけ、 地元農家を中心にした研究会活動と平行して、地域情報・物産センターや商業・飲食集積施設等の導入が考えられるハイウェイフロントゾーンについて、土地改良事業によって生み出される非農用地の有効活用を軸に、平成5年より都市計画が進められてきた。
平成23年からは具体的にこの地域資源である上里サービスエリアを地域振興に活用し、上里サービスエリアが持ち合わせたポテンシャルを最大限活用し更なる地域振興を図ることを目的に、関越自動車道上り線側に産業団地や農村活性化施設（物産館、農産物直売所等）、下り線側を産業団地とし、関越自動車道との連結接続方法として上下線にそれぞれスマートＩＣを整備する「上里サービスエリア周辺地区整備事業」に着手してきた。
平成25年より周辺地区産業団地の分譲を開始し、平成28年3月には全5区画が完売となり、今日では下り線側の一部と上り線側の全区画において民間事業者が操業を開始している。
平成27年12月20日には、上里スマートインターチェンジが開通し、平成29年11月には、農村活性化施設である農村公園「アグリパーク上里」が民間資金の活用によって整備、オープンし、今後更に発展が期待される地区となっている。

## 経済

### 町内に事業所を置く主な企業
- 日本中央バス埼玉営業所
- 日産化学埼玉工場
- 東観光バスさいたま営業所
- 日立ハイテクファインシステムズ
- ウラノ
- キヤノン・コンポーネンツ株式会社

### 商業施設
- ショッピングセンター

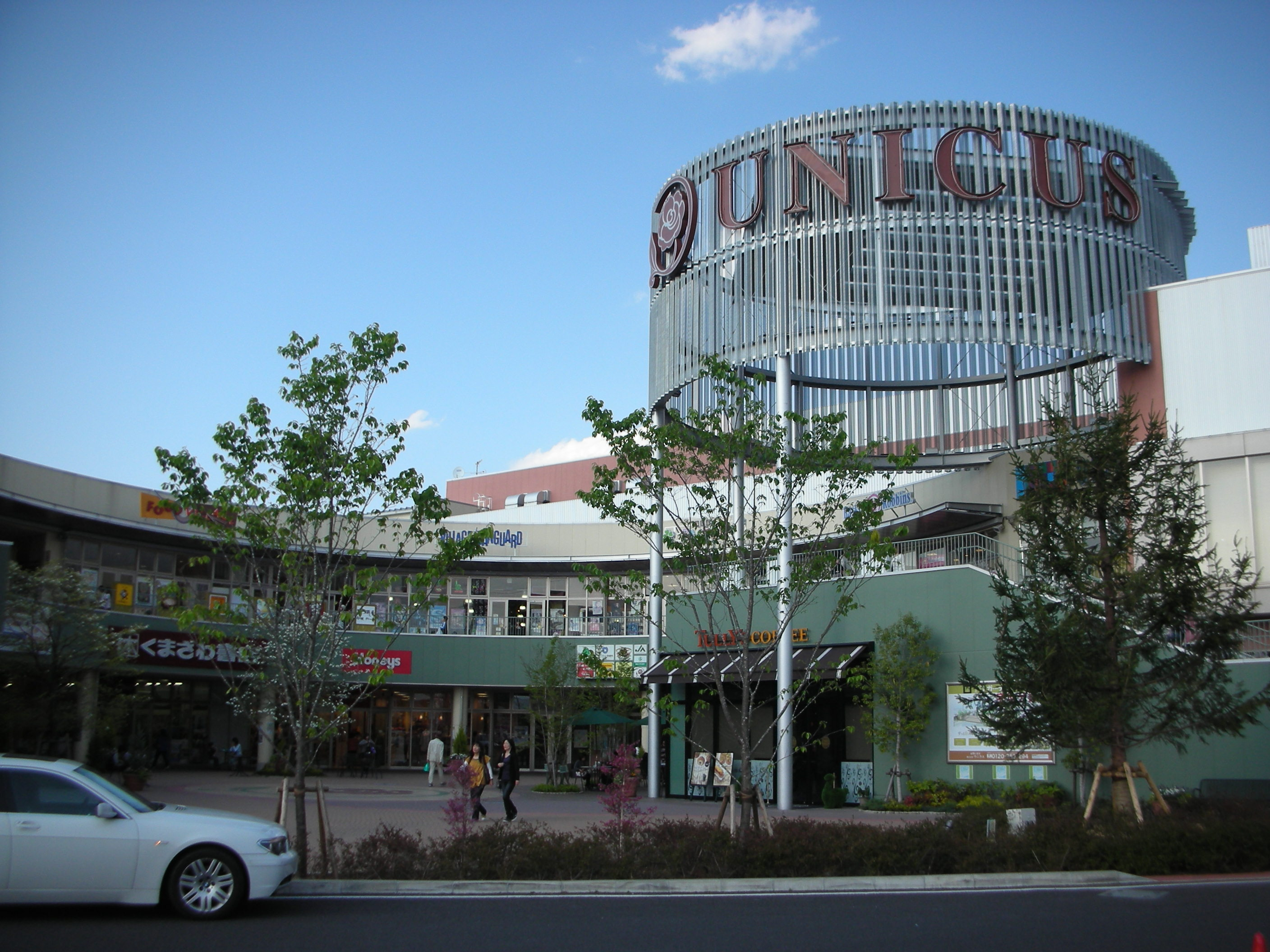
ウニクス上里

  - ウニクス上里（専門店と映画館のショッピングモール）
  - イオンタウン上里（イオンタウンが運営するショッピングセンター）
- スーパーセンター
  - メガセンタートライアル上里店
  - カインズホームスーパーセンター上里本庄店
- スーパーマーケット
  - ベルク七本木店
  - ヤオコー上里店（ウニクス上里内）
  - とりせん上里店
  - ベイシアフードセンター上里本庄店（カインズホーム上里本庄店併設）
  - カスミイオンタウン上里店
  - クスリのアオキ七本木店
  - JA埼玉ひびきのアグリパーク上里
- 専門店
  - 上里カンターレ

## 地域

### 公共施設
- 町の施設
  - 隣保館
  - 上里町女性センター（ウィズ・ユー上里）
  - 上里町コミュニティセンター
  - 図書館・郷土資料館
  - 出土文化財管理センター
  - 上里町民体育館・多目的スポーツホール
  - 長久保公園テニスコート（町民体育館内）
  - 堤調節池運動公園（町民体育館内）
  - 上里ゴルフ場
  - 上里町忍保パブリック公園（町民体育館内）
  - ワープ上里（上里勤労者総合文化センター）
  - 高齢者事業団
  - 老人福祉センターかみさと荘
  - 保健センター
  - 神保原児童館
  - 七本木児童館
  - 上里町東児童館
  - 長幡児童館
  - 賀美児童館
  - 中央公民館
  - 七本木公民館（七本木地区集会所）
  - 賀美公民館（多目的集会所）
  - 長幡公民館（就業改善センター）
  - 神保原公民館（神保原地域交流センター）
  - 上里東公民館（上里東地域交流センター）
  - 三軒会館
  - 立野集会所
  - 堀込集会所
  - 本郷集会所
  - 五丁目集会所
  - 三町集会所
  - 堤集会所

### 消防
- 児玉郡市広域消防本部（本庄市）
  - 上里分署
- 上里町消防団

### 警察
- 本庄警察署（本庄市）

### 教育
小学校
- 上里町立賀美小学校
- 上里町立上里東小学校
- 上里町立神保原小学校
- 上里町立七本木小学校
- 上里町立長幡小学校

中学校
- 上里町立上里中学校
- 上里町立上里北中学校

幼稚園
- 神保原幼稚園
- 上里幼稚園

保育園
- 町立長幡保育園
- ひまわり保育園
- 安盛保育園
- めぐみ保育園
- れいんぼー保育園
- 上里町かがやき保育園

養護施設
- 県立養護施設上里学園

### 電話番号
市外局番は町内全域が「0495」。同一市外局番の本庄市、美里町、神川町(市外局番0274の地区を除く)との通話は市内通話料金で利用可能（本庄MA）。収容局は上里局のみ。

### 郵便番号
郵便番号は町内全域が「369-03xx」（上里郵便局担当）である。

## 交通

### 鉄道
東日本旅客鉄道（JR東日本）
 高崎線・■上野東京ライン・ 湘南新宿ライン
- - 神保原駅 -

### バス
- 朝日自動車 - 町域南部を経由し本庄市と神川町を結ぶ路線を運行する。
  - 本庄駅南口 - ウニクス上里 - 三町 - 丹荘駅入口 - 神川町役場入口 - 神泉総合支所
- こむぎっち号 - コミュニティバス。町内各地で運行。

### タクシー
タクシーの営業区域は県北交通圏で、熊谷市・深谷市・本庄市・行田市・加須市・羽生市などと同じである。

### 道路
高速道路
- E17関越自動車道
  - 上里SA
  - 上里スマートインターチェンジ（2015年12月20日開通）[注釈 1]

一般国道
- 国道17号
- 国道254号

県道
- 主要地方道
  - 埼玉県道・群馬県道22号上里鬼石線
  - 群馬県道・埼玉県道23号藤岡本庄線
- 一般県道
  - 埼玉県道131号児玉新町線
  - 埼玉県道392号勅使河原本庄線

## 出身有名人・著名人
- 相川進也 - 元サッカー選手（2002年〜2008年にコンサドーレ札幌所属）、その後は農協勤務。
- 相原勝幸 - 元プロ野球選手　千葉ロッテマリーンズ所属（2006年〜2010年）、その後は千葉ロッテマリーンズ球団スタッフ。
- 桑原政夫 - 基隆市伊
- 小暮直樹 - 元プロサッカー選手。
- 田村翔子 - 元バレーボール選手。
- 西崎キク - 日本初の女性パイロット。
- 萩原恭平 - 言語学者。
- 北沢綾香 - 歌手。